# District de Ping'an
Pour les articles homonymes, voir Pingan.
Le District de Ping'an (chinois : 平安区 ; pinyin : Píng'ān qū) est un district de la province du Qinghai en Chine. Il est placé sous la juridiction de la ville-préfecture de Haidong.

## Histoire
Le 12 mai 1979 est constitué le Xian de Ping'an chinois : 平安县 ; pinyin : Píng'ān Xiàn 
Le 2 mars 2015[réf. souhaitée], il devient le district de Ping'an,.

## Démographie
La population du district était de 110 154 habitants en 1999.
La ville de Ping'an comptait 48 715 habitants en 2000.